# Rüenkolk
Der Rüenkolk (Gewässerkennzahl (GWK): 321132) ist ein orografisch linker Zufluss zur Werse in Nordrhein-Westfalen. Der 2,4 km lange Bach entspringt südlich der Stadt Beckum und mündet nach einem insgesamt nördlichen Lauf östlich des Westparks in Beckum in die Werse, die nur wenig oberhalb aus ihren Oberläufen Kollenbach und Lippbach entsteht. 